# Hospital de la Mare de Déu de la Salut
L'anomenat Hospital de la Mare de Déu de la Salut, o Hospital de Beneficència, fou un antic hospital fundat l'any 1283 al centre de Sabadell. Va ser fundat per Pere Sa Muntada en una casa de la seva propietat i era de caràcter asilar. Estava situat a la cantonada que hi ha entre el carrer Alt del Pedregar i la travessia de l'Església, ocupant una part del que actualment es coneix com a plaça del Doctor Robert. El centre acollia pacients amb malalties cròniques, compartint espai amb la Casa de la Caritat local. Durant el segle xvi i XVII es va anar quedant petit i, finalment, el 1698 el mossèn Pere Joan Llobert va donar una casa al carrer del Pedregar, on es va traslladar l'hospital.
El 1725 l'Ajuntament de Sabadell va comprar una finca annexa a l'hospital per ubicar-hi la caserna. L'exèrcit va necessitar més espai i va acabar ocupant la finca de l'hospital, que no obriria les portes fins al 1751, quan es traslladà a una altra finca del carrer Alt del Pedregar (actual carrer de Sant Joan). El 1816 es van realitzar obres d'adequació dels espais.
Durant el segle xix la població es va multiplicar amb l'arribada de la indústria tèxtil i l'hospital es va quedar petit de nou. La població va forçar que l'Ajuntament habilités com a Casa de la Caritat l'antic convent dels caputxins de Sabadell, ubicat a l'actual plaça de l'Alcalde Marcet, que havia sigut abandonat el 1835, durant les desamortitzacions de Mendizábal.